# Alto Boquete
El Alto Boquete es un corregimiento perteneciente al distrito de Boquete, en Chiriquí, Panamá. Es de reciente creación, fue creado como corregimiento mediante la ley 58 del 29 de junio de 1998, determinando su nacimiento a partir de un territorio segregado al corregimiento cabecera de Boquete. La zona se caracteriza por sus fuertes vientos, los cuales alcanzan ráfagas de 55 nudos en los meses de diciembre a febrero

## Ubicación
Se encuentra ubicado poco antes de la entrada a Boquete dándole la bienvenida tanto a nacionales como extranjeros que pueden ver la naturaleza, paisaje, flora y fauna de este destino.
Cuenta con una población de 6.290 habitantes (2010) y se ubica a una altitud de 1014 metros sobre el nivel del mar.

## Geografía
En la geografía de Alto Boquete, destacan los siguientes cerros:  
- Cerro Cabezón.
- Cerro Las Huacas.
- Cerro Guárico.
- Cerro Francés.

Alto Boquete se encuentra bordeado por los ríos: Caldera, los Playones, Brazo de Cochea, Papayal, Agua Blanca, Francés entre otros.

## Turismo
Alto Boquete cuenta además con diversos atractivos ecoturísticos.
- Miradores ecológicos.
- Lago Los Molinos.
- Las montañas de Caldera.

## Infraestructura
Este corregimiento cuenta con carretera principal totalmente asfaltada, comercios, escuelas, gimnasios y reconocidos desarrollos residenciales motivados por una creciente demanda internacional por grupos de jubilados o retirados.  Dentro de estos desarrollos podemos mencionar el ubicado en el área denominada Boquete Villages, de Alto Boquete.